# Szeregowy (harcerstwo)

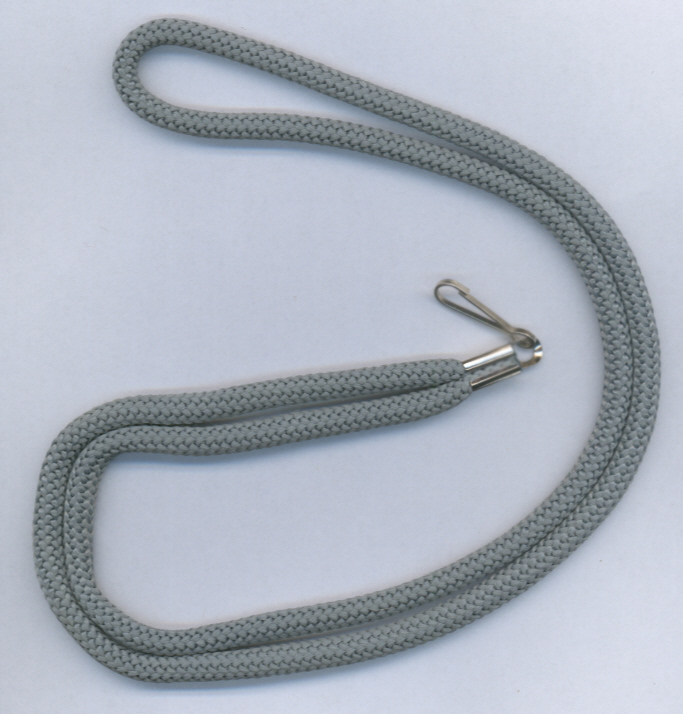
Oznaczenie szeregowego w niektórych środowiskach – szary sznur funkcyjny

Szeregowy – to harcerz, któremu nie jest powierzona żadna funkcja. Szeregowi stanowią trzon harcerstwa, jest ich najwięcej w każdej jednostce i organizacji.

## Oznaczenia szeregowego
Obecnie szeregowy nie nosi żadnego sznura funkcyjnego.  W ZHP do 2005 roku oznaczeniem szeregowego, w drużynach innych niż wodne, był sznur szary spod ramienia z jednym węzłem. W niektórych środowiskach ZHP i ZHR szeregowego ciągle oznacza się szarym sznurem, co jest niezgodne z aktualnymi regulaminami.